# Яроши (Харьковская область)
Яроши, до ВОВ Ярошев хутор (укр. Яроші) — село, Манченковский поселковый совет, Харьковский район, Харьковская область.
Код КОАТУУ — 6325157610.
Присоединено к пгт Манченки в 1999 году .
Село находилось на расстоянии в 1 км от пгт Манченки и посёлка Санжары.